# Уиллоу-Ок (Флорида)
Уиллоу-Ок (англ. Willow Oak) — статистически обособленная местность, расположенная в округе Полк (штат Флорида, США) с населением в 4917 человек по статистическим данным переписи 2000 года.

## География
По данным Бюро переписи населения США статистически обособленная местность Уиллоу-Ок имеет общую площадь в 8,29 квадратных километров, водных ресурсов в черте населённого пункта не имеется.
Статистически обособленная местность Уиллоу-Ок расположена на высоте 34 м над уровнем моря.

## Демография
По данным переписи населения 2000 года в Уиллоу-Ок проживало 4917 человек, 1250 семей, насчитывалось 1784 домашних хозяйств и 1932 жилых дома. Средняя плотность населения составляла около 593,12 человек на один квадратный километр. Расовый состав населённого пункта распределился следующим образом: 83,67 % белых, 7,02 % — чёрных или афроамериканцев, 0,45 % — коренных американцев, 0,49 % — азиатов, 0,02 % — выходцев с тихоокеанских островов, 1,91 % — представителей смешанных рас, 6,45 % — других народностей. Испаноговорящие составили 19,95 % от всех жителей статистически обособленной местности.
Из 1784 домашних хозяйств в 38,3 % воспитывали детей в возрасте до 18 лет, 54,0 % представляли собой совместно проживающие супружеские пары, в 9,8 % семей женщины проживали без мужей, 29,9 % не имели семей. 23,8 % от общего числа семей на момент переписи жили самостоятельно, при этом 4,5 % составили одинокие пожилые люди в возрасте 65 лет и старше. Средний размер домашнего хозяйства составил 2,76 человек, а средний размер семьи — 3,22 человек.
Население статистически обособленной местности по возрастному диапазону по данным переписи 2000 года распределилось следующим образом: 28,9 % — жители младше 18 лет, 11,1 % — между 18 и 24 годами, 34,6 % — от 25 до 44 лет, 18,7 % — от 45 до 64 лет и 6,8 % — в возрасте 65 лет и старше. Средний возраст жителей составил 30 лет. На каждые 100 женщин в Уиллоу-Ок приходилось 106,3 мужчин, при этом на каждые сто женщин 18 лет и старше приходилось 107,9 мужчин также старше 18 лет.
Средний доход на одно домашнее хозяйство статистически обособленной местности составил 39 591 доллар США, а средний доход на одну семью — 45 545 долларов. При этом мужчины имели средний доход в 31 819 долларов США в год против 22 425 долларов среднегодового дохода у женщин. Доход на душу населения статистически обособленной местности составил 39 591 доллар в год. 7,2 % от всего числа семей в населённом пункте и 13,4 % от всей численности населения находилось на момент переписи населения за чертой бедности, при этом 17,0 % из них были моложе 18 лет и 8,4 % — в возрасте 65 лет и старше.